# Cabrera d’Anoia
Cabrera d'Anoia – gmina w Hiszpanii, w prowincji Barcelona, w Katalonii, o powierzchni 17,21 km². W 2011 roku gmina liczyła 1376 mieszkańców.